# Delosperma stenandrum
Delosperma stenandrum är en isörtsväxtart som beskrevs av L. Bol.. Delosperma stenandrum ingår i släktet Delosperma, och familjen isörtsväxter. Inga underarter finns listade i Catalogue of Life.